# Commodore User
 (décembre 2018).
Si vous disposez d'ouvrages ou d'articles de référence ou si vous connaissez des sites web de qualité traitant du thème abordé ici, merci de compléter l'article en donnant les références utiles à sa vérifiabilité et en les liant à la section « Notes et références ».
Commodore User était un magazine britannique spécialisé dans les micro-ordinateurs de marque Commodore. Il abordait à la fois des sujets techniques (matériel, programmation) et l'actualité du jeu vidéo. Il était édité par EMAP.
Lancé en octobre 1983, Commodore User est venu remplacer Vic Computing. Au cours de son histoire, il sera renommé trois fois afin de suivre l'évolution de la gamme Commodore : CU Amiga-64, CU Amiga et CU Amiga Magazine. Il fut longtemps leader dans le secteur des magazines spécialisés Amiga, et l'un des derniers du genre, avant de s'éteindre, pour son quinzième anniversaire, en octobre 1998. Plus de 200 exemplaires ont vu le jour.

## Historique
- Vic Computing (1981 - 1983)

Apparu en octobre 1981, Vic Computing était un magazine bimensuel qui abordait le Commodore VIC-20 sous un angle essentiellement technique. Il s'agissait du premier magazine européen traitant exclusivement de la gamme Commodore.
- Commodore User (1983 - 1989)

Avec le déclin du Vic-20 et le développement du marché Commodore 64, le premier exemplaire de Commodore User est lancé en octobre 1983, incorporant Vic Computing. Le magazine est un mensuel ; au fur et à mesure, il s'ouvre à l'actualité vidéoludique.
- CU Amiga-64 (1989 - 1990)

Pour mieux répondre à la concurrence croissante, le magazine est renommé CU Amiga-64 à partir de février 1989.
- CU Amiga (1990 - 1994)

En mars 1990, le magazine est renommé CU Amiga et délaisse progressivement l'actualité du Commodore 64.
- CU Amiga Magazine (1995 - 1998)

Tandis que le marché Amiga est en plein déclin, le magazine propose encore une centaine de pages. Dans l'ultime numéro, en octobre 1998, le portrait de Bill Gates affublé des deux cornes du diable est à découper. Amiga Format devient le dernier magazine spécialisé Amiga.